# Argenta (Italie)
Pour les articles homonymes, voir Argenta.

Argenta (Arzènta en dialecte de Ferrare) est une commune italienne de la province de Ferrare, dans la région Émilie-Romagne.

## Géographie
Argenta se situe à une altitude de 4 mètres dans la plaine alluvionnaire du delta du Pô sur la rive gauche du  fleuve Reno (ex-Pô di Primaro) et à quelques kilomètres de l’embouchure du fleuve Idice. Elle est traversée par la route nationale SS16 qui mène de Ferrare (34 km) à Ravenne (41 km) et est desservie par la ligne de chemin de fer Ferrare-Ravenne-Rimini.
Les communes voisines sont :
- Portomaggiore 13 km ;
- Molinella (BO) 15 km ;
- Alfonsine (RA) 17 km.

## Histoire
En 603, fortification d’Argenta du fait de la volonté de Smaragdo, l’exarchat byzantin de Ravenne. Successivement, son siège se transféra le long de la rive gauche du fleuve Pô, et du fait de sa position géographique qui en faisait la cité de liaison entre les deux provinces de Ferrare et de Ravenne, entre les XIIe et XIVe siècles, elle fut toujours le lien de discorde entre les seigneuries de Ravenne et d’Este). Ces rivalités influencèrent notablement le bourg, le rendant à la fois indépendant mais aussi lié culturellement aux deux provinces.

En 1200, lors d’une des rivalités entre Ferrare et Ravenne, le bourg d’Argenta fut pris d’assaut par des soldats de Ferrare et des mercenaires de Modène et de Vérone qui dévastèrent et incendiaires la cité tout en faisant prisonniers une grande partie des habitants qui finirent dans les geôles de Ferrare.

En 1295, au congrès d’Argenta qui réunissait les chefs gibelins de Romagne : Scarpetta Ordelaffi, le seigneur de Forlì reconnu capitaine général des gibelins, débuta les opérations contre les armées pontificales, qui lui valurent l’excommunication.

En 1598, Argenta entra dans l’état pontifical et marqua pour la cité, un long et inexorable déclin économique.

En 1624, Argenta fut touché par un très fort tremblement de terre.

En 1923, le prêtre d’Argenta, don Giovanni Minzoni fut assassiné par les fascistes.

Durant la seconde guerre mondiale, Argenta se trouvant à proximité de la ligne gothique fut bombardé par les Américains qui considéraient la cité comme un centre opérationnel nazi.

## Monuments et lieux d’intérêt
- Les églises de San Giorgio, San Domenico, SS. Giovanni Battista et Evangelista, San Lorenzo et le Couvent des Capucins
- l’oratoire de S. Croce,
- le sanctuaire de la Celletta,
- le Duomo de San Nicolò
- le monument à Don Minzoni,
- l’Argenta War Gap Cemetery, cimetière militaire de la seconde guerre mondiale
- la Delizia di Benvignante, résidence des Este de 1464
- le monument pour la paix ;

### Aires naturelles
- Marais de Campotto

## Culture

### Musée
- Musée des Valli d’Argenta (marais d’Argenta)
- Musée  de la Bonification
- Musée Civique - Archéologie, Pinacothèque

### Personnalités liées à Argenta
- Giovan Battista Aleotti, architecte (Argenta, 1546 - Ferrare, 1636)
- Donato Bergamini, footballeur
- Eleuterio Felice Foresti, patriote (San Biagio d'Argenta, 1789 – Genova, 1858)
- Giovanni Minzoni, antifasciste (Ravenna, 1885 - Argenta, 1923)
- Antonio Roiti, physicien (Argenta 1843 - Firenze, 1921)
- Giacomo Vighi dit l'Argenta,  peintre (Argenta - Torino, 1573)

## Administration
| Période                                  | Période  | Identité       | Étiquette | Qualité |
| ---------------------------------------- | -------- | -------------- | --------- | ------- |
| 26/05/2019                               | En cours | Andrea baldini | PD        |         |
| Les données manquantes sont à compléter. |          |                |           |         |

### Hameaux
Anita, Bando, Benvignante, Boccaleone, Campotto, Consandolo, Filo, Longastrino, Ospitale Monacale, San Biagio, San Nicolò, Santa Maria Codifiume, Traghetto

### Communes limitrophes
Alfonsine, Baricella, Comacchio, Conselice, Ferrara di Monte Baldo, Imola, Medicina, Molinella, Portomaggiore, Ravenne, Voghiera

## Population

### Évolution de la population en janvier de chaque année
| 1861   | 1901   | 1921   | 1951   | 1961   | 1971   | 1981   | 1991   | 2001   |
| ------ | ------ | ------ | ------ | ------ | ------ | ------ | ------ | ------ |
| 16 281 | 20 474 | 23 408 | 29 653 | 26 680 | 25 641 | 24 067 | 22 529 | 21 645 |

| 2011   | - | - | - | - | - | - | - | - |
| ------ | - | - | - | - | - | - | - | - |
| 22 152 | - | - | - | - | - | - | - | - |

## Jumelage
- Castelnau-le-Lez (France)

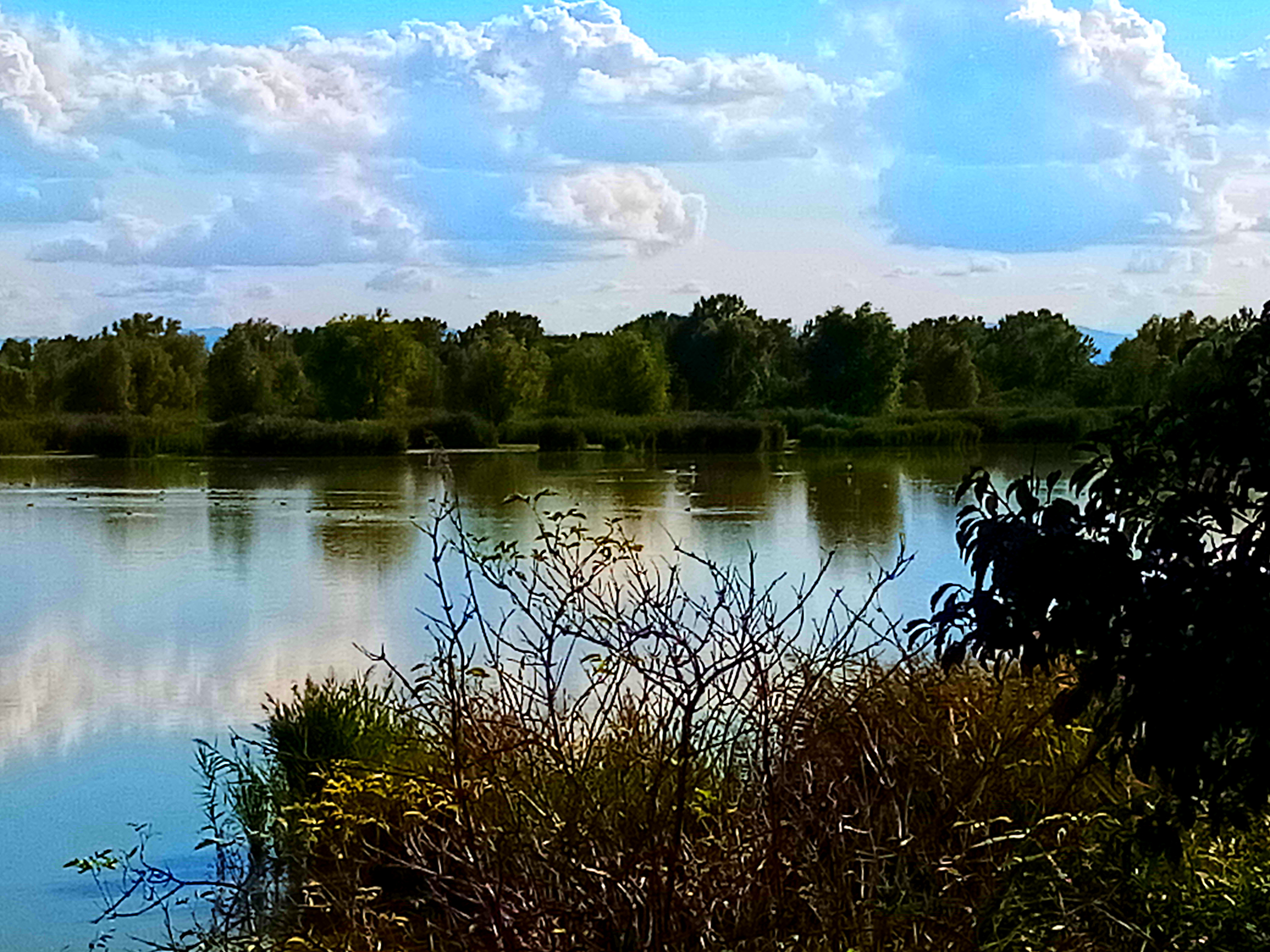
parco regionale del delta po

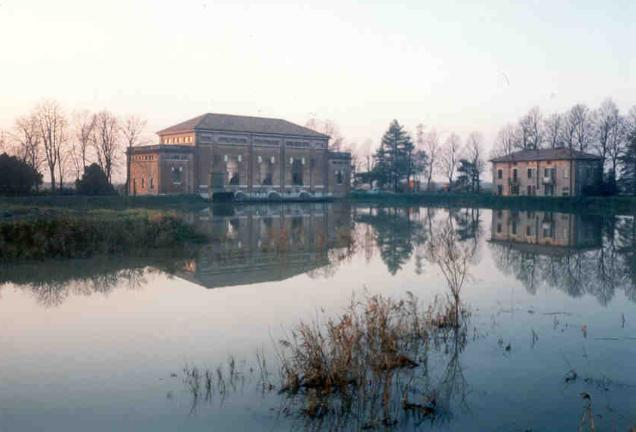
Stasion de pompage (aujourd’hui musée).
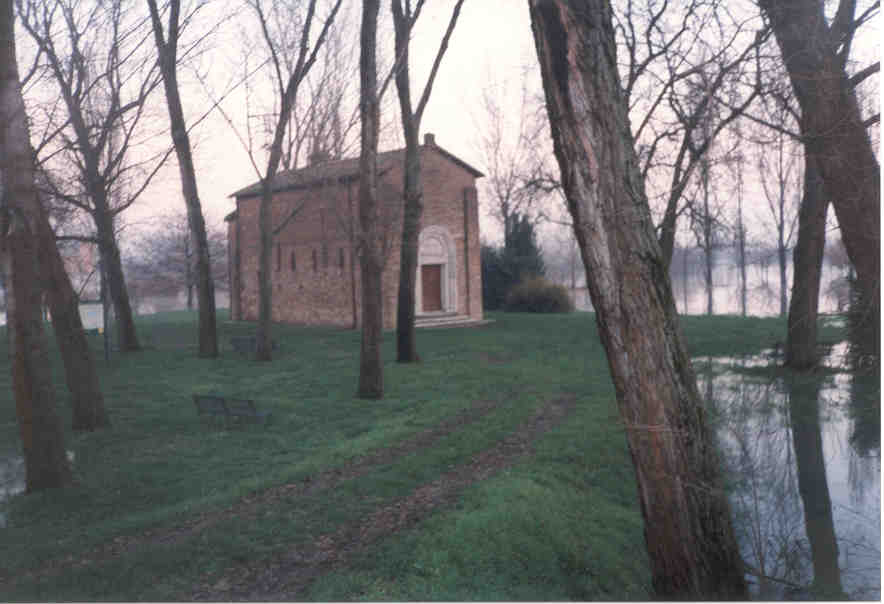